# Andreas Jásikos
Andreas Jásikos –en griego, Ανδρέας Χάσικος– (Lárnaca, 7 de junio de 1984) es un deportista chipriota que compite en tiro, en la modalidad de tiro al plato. En los Juegos Europeos de Cracovia 2023 consiguió una medalla de plata en la prueba de skeet mixto.

## Palmarés internacional
| Juegos Europeos | Juegos Europeos    | Juegos Europeos  | Juegos Europeos |
| Año             | Lugar              | Medalla          | Prueba          |
| --------------- | ------------------ | ---------------- | --------------- |
| 2023            | Cracovia (Polonia) | Medalla de plata | Skeet mixto     |